# Amomyrtella
Genre
Classification phylogénétique
Amomyrtella est un genre de plantes à fleurs de la famille des Myrtaceae. Ce sont des arbres originaires d'Amérique du Sud.

## Liste des espèces
- Amomyrtella guilii - Argentine et Bolivie
- Amomyrtella irregularis - Équateur